# Le Plessier-Rozainvillers
Le Plessier-Rozainvillers is een gemeente in het Franse departement Somme (regio Hauts-de-France) en telt 566 inwoners (1999). De plaats maakt deel uit van het arrondissement Montdidier.

## Geografie
De oppervlakte van Le Plessier-Rozainvillers bedraagt 10,2 km², de bevolkingsdichtheid is 55,5 inwoners per km².
De onderstaande kaart toont de ligging van Le Plessier-Rozainvillers met de belangrijkste infrastructuur en aangrenzende gemeenten.

## Demografie
Onderstaande figuur toont het verloop van het inwonertal (bron: INSEE-tellingen).

1. ↑  Populations de référence 2022.